# Списък на кметовете на Съединение
Тази статия представлява списък на кметовете на град Съединение.

## Списък на кметове 1878 – до днес
- Черният Кумански
- Аргилакът Чорбаджи
- Тодор Кольов Чорбаджи
- Пенко Антов
- Петър Шилев
- Тоте Лапков
- Стоил Кот. Анизански
- Атанас Кръстев
- Никола Милев
- Цветан Узунов
- Никола Чобанов
- Васил И. Тучев
- Атанас Кепеков
- Стоян Празов
- Стоил Поптодоров
- Минко Меретев
- Васил И. Тучев 2-ри път
- Стоил Поптодоров 2-ри път
- Петко Аргилашки
- Велико Михайлов
- Петър Н. Пиндев
- Петър Михайлов
- Лазар Команов
- Атанас Димов
- Ангел Капонски
- Запрян Аргилашки
- Найден Команов
- Никола Марков
- Никола Г. Чобанов
- Величко Чобанов
- Ангелия Кемлешков
- Найден Команов 2-ри път
- Иван Панов
- Илия Ив. Гишин
- Стоян Тр. Богданов
- Стоян А. Ралев
- Цанко Цанов
- Петко Андрейчев
- Григор Писаров
- Лазар Халачев – председател на 3-членната комисия
- Трифон Арабаджийски
- Найден Команов 3-ти мандат
- Георги В. Михалов
- Атанас Трифонов
- Кръстю Н. Чобанов
- Кръстю Иванов Скачков
- Стоян Паликрушев
- Запряна Ан. Гишина
- Тотю Ив. Румин
- Димитър Кокаланов
- Запрян Ил. Гишин - 11 септември 1944 - ?
- Стоян Н. Гъдов
- Кръстьо Петров Паликрушев – 1 декември 1962 – 7 юли 1971 година
- Георги Ботев Котов – 8 юли 1971 – 17 април 1978 година
- Кирил Стоянов Паликрушев – 18 април 1978 – 4 декември 1984 година
- Димитър Делчев Царев – 4 декември 1984 – 1989 година
- Боно Илиев Бабачев – 1989 – 10 октомври 1990 година
- Георги Кръстев Димов – 11 октомври 1990 – 19 октомври 1991 година
- Ангел Борисов Къцов – 20 октомври 1991 – 29 октомври 1995 година
- Елена Събова Попова – 30 октомври 1995 – 3 ноември 1999 година
- Стоян Людмилов Енчев – 3 ноември 1999 – 7 ноември 2003 година
- Евгений Георгиев Маринчешки – 7 ноември 2003 – 2012 година
- Георги Руменов – 2012 – октомври 2015 година
- Атанас Балкански – 30 октомври 2015 – 6 ноември 2023
- Георги Руменов – 6 ноември 2023 – понастоящем